# Хлорид-сульфат магния-калия
Хлорид-сульфат магния-калия — неорганическое соединение,
двойная соль магния, калия, серной и соляной кислот
с формулой KMg(SO4)Cl (или MgSO4•MgCl2•K2SO4),
бесцветные кристаллы,
растворяется в воде,
образует кристаллогидраты.

## Получение
- В природе встречается минерал каинит — KMg(SO4)Cl•3H2O с различными примесями [1].

## Физические свойства
Хлорид-сульфат магния-калия образует бесцветные кристаллы.
Растворяется в воде, не растворяется в этаноле и эфире.
Образует кристаллогидрат состава KMg(SO4)Cl•3H2O — кристаллы
моноклинной сингонии, пространственная группа C 2/m, параметры ячейки a = 1,972 нм, b = 1,623 нм, c = 0,953 нм, β = 94,92°.

## Применение
- Сырье для сельскохозяйственных удобрений и получения солей калия и магния.